# Love Locked Out
Amor bloqueado (em inglês: Love Locked Out) é uma pintura a óleo de Anna Lea Merritt exibida pela primeira vez na Royal Academy em 1890 e que se tornou a primeira pintura de uma artista do sexo feminino adquirida para a coleção nacional britânica através do Chantrey Bequest. 
A pintura de Cupido diante de uma porta trancada foi bem recebida quando foi mostrada. A primeira pintura de modelo nua de Merritt, Eve Overcome with Remorse, recebeu críticas desfavoráveis depois de ganhar uma medalha na Royal Academy em 1885. Mas essa pintura, que foi criada como um memorial a seu marido, foi recebida favoravelmente, embora novamente apresentasse uma modelo nua - e dessa vez o modelo era masculino, um assunto polêmico para mulheres artistas da época. Merritt escapou da censura escolhendo uma criança para interpretar Cupido, em vez de um adulto, como tinha sido Eve.
Como obra notável de uma pintora americana, Love Locked Out foi incluída no livro de 1905, Women Painters of the World. O título também se tornou o título para a compilação das memórias de Anna Lea Merritt, publicadas por Galina Gorokhoff em 1982.